# 横川結貴
横川結貴（ヨコカワユウキ、1987年2月5日 - ）は、日本のソングライター、タレント、デザイナーである。神奈川県出身。

## 略歴
2002年 高校在学中からディナーショー・学校公演などで音楽活動を開始。専門学校卒業後、北島三郎のバックコーラス・インディーズアーティストへの楽曲提供等、活動の幅を広げる。
神戸に拠点を移し株式会社Fantasiaに所属。アカペラボーカルグループ『KOBE BOYS』のボーカルとして、関西を中心に活動。2013年12月 KOBEBOYS 解散。
その後、拠点を関東に移してミュージシャン、お笑い芸人、デザイナーから成るエンターテイメントユニット「東京テレフォニカ」を結成。オスカープロモーションに所属。
東京テレフォニカとしてTOKYO MX「東京オーディション [仮]」 出演や、MBS「歌ネタ王決定戦 2018」準決勝進出 などお笑い界での活動も精力的に行う。
2019年 東京テレフォニカ解散後にこれまでの経験を活かし作曲家/映像作家/グラフィックデザイナーとして「MiwoMusubu Works」を開業。
2020年1月からYouTubeチャンネル「オカルトバラエティ OCCULTY」を開始。アーティストへの楽曲提供に加え、番組制作やCM制作、映像展への出展など映像制作などやWEBデザイン等も行っている。

## 出演

### TV
- 関西テレビ「モモコのOH!ソレ!み〜よ!」
- NHK「ぐるっと関西おひるまえ」
- TOMYO MX「東京オーディション[仮]」
- MBS「歌ネタ王決定戦 2018」準決勝進出

### ラジオ
- ラジオ関西 CRK MUSIC HEADS
- ラジオ関西 CRK MUSIC HEADS ANNEX~KOBE BOYS の朝までちきちゅ~ん!~ パーソナリティを担当

### CD
- KOBE Acappela Next vol.1 コーラス参加
- KOBE Acappella Next vol.2 コンピレーション参加
- KOBE Acappella Next vol.3 コンピレーション参加
- ミニアルバム Pump it up!!/ KOBE BOYS
- ミニアルバム 虹色ファクトリー /KOBE BOYS
- シングル ファーストシングル / 横川結貴
- ミニアルバム Telephone S◯X/東京テレフォニカ
- 1stシングル TALK!!/花屋念仏堂

### 制作
- Welcoming!! あべの天王寺キャンペーンソング「あべの天王寺のうた」作詞曲、歌唱[4]
- インフォマート[5] TVCM サウンドロゴ制作、歌唱
- 株式会社シェアレコ[6] ロゴデザイン制作
- SURF&NAIL 「NATURE」ロゴデザイン制作
- SNOWAY PR動画作成
- 国際市場 テーマソング制作/PR動画制作/ナレーション
- 正木慎也 楽曲提供
- 室田瑞希 ロゴデザイン/映像制作/2ndシングル M bit「I Walk!!」「Tokyo Jungle」楽曲提供
- ぁみ 「心霊噺」 制作